# Palatul Culturii din Târgu Mureș
Palatul Culturii din Târgu Mureș (în maghiară Kultúrpalota) este una din cele mai reprezentative clădiri ale Belle Époque din Transilvania. Monumentul, ridicat între anii 1911-1913 prin eforturile primarului György Bernády, se impune atât prin decorația interioară, cât și prin cea exterioară. 

## Istoric
Ideea edificării unei case de cultură în Târgu Mureș a apărut în anul 1907. Primarul orașului, György Bernády, o personalitate erudită și ambițioasă care a susținut permanent modernizarea orașului, a convins Consiliul Orașului Liber Regesc să aprobe acest proiect. Ideea a venit datorită unui proiect național în cadrul căruia guvernul de la Budapesta a alocat credite pe termen lung pentru orașele mici și mijlocii cu scopul construirii centrelor de cultură la împlinirea de 40 de ani de la încoronarea regelui Franz Joseph. Proiectele clădirii au fost făcute de Marcell Komor și Dezső Jakab care au mai lucrat la construcția Primăriei Târgu Mureș (astăzi sediul consiliului județean și prefecturii).

## Descriere
La exterior palatul este împodobit cu mozaicuri și basoreliefuri în bronz și piatră, fresce și vitralii, toate specifice stilului Secession, ca variantă a Art Nouveau. În interior, în Sala oglinzilor, există două grupuri a câte trei oglinzi mari de cristal și 12 vitralii viu colorate, care ocupă întreg peretele dinspre stradă. Vitraliile au fost propuse să reprezinte Europa la expoziția de artă decorativă de la San Francisco din 1914, dar din cauza izbucnirii Primului Război Mondial doar schițele acestora, care au fost și premiate, au fost trimise la expoziție. În timpul celui de-al Doilea Război Mondial vitraliile au fost depozitate în subsolul clădirii pentru a fi ocrotite.
Holul interior este impunător, fiind lung de 45 de metri, realizat din marmură de Carrara și delimitat de două oglinzi venețiene. 

### Fațada

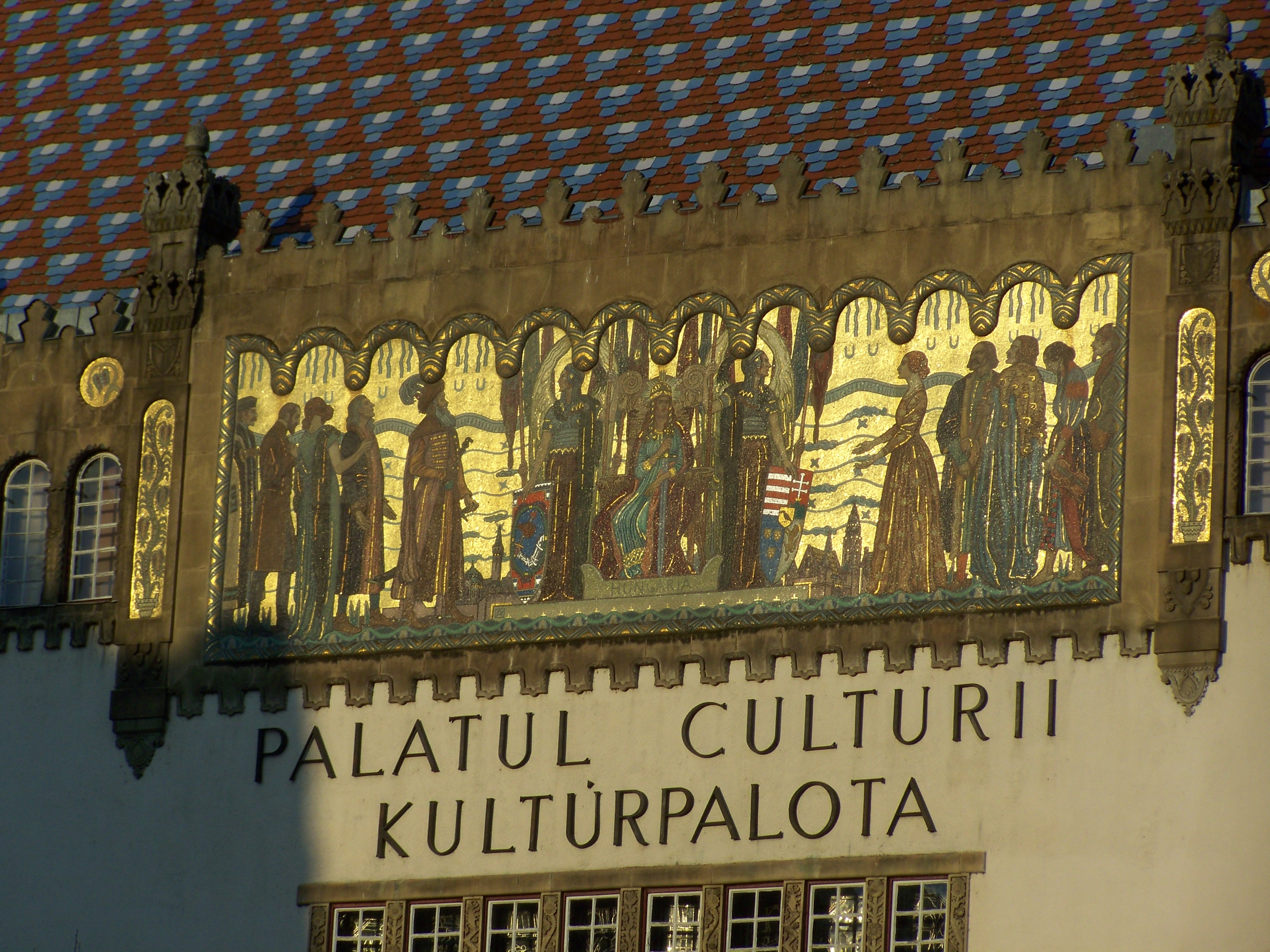
Mozaicul de pe fațadă

Fațada clădirii este dominată de un mozaic alegoric realizat de Aladár Kriesch. Mozaicul arată diferiți reprezentanți ai orașului Târgu Mureș, comercianți, ostași și dregători, aducând omagiu patriei alegorice, Hungária care se află în centrul imaginii pe tron. Compoziția armonioasă, fondul auriu și marginile curbe, ritmate în 12 arce fac din acest mozaic un element decorativ foarte valoros artistic care imprimă întregii fațade un plus de eleganță. 
Frizele ornamental decorative cu motive populare, frize cu busturi, plăci memoriale, compoziții plastice în bronz, piatră, mozaic, toate imortalizează figuri proeminente ale culturii maghiare, unele de talie universală, cu rădăcini locale în Târgu-Mureș. În plus, frizele creează pe unele porțiuni de fațadă volume și efecte de lumină și umbră.
Un prim ansamblu este așezat deasupra intrării principale în Palat sub cele șase bovindou-uri puternic conturate. Sunt compoziții sculpturale în bronz, în alto și basorelief, reprezentând scene din opera compozitorului Franz Liszt, scene inspirate dintr-o dramă istorică, pe cei doi dialogul dintre tată (Farkas Bolyai) și fiu (János Bolyai), celebrii matematicieni, György Aranka, inițiatorul și secretarul Societății Filologice din Târgu-Mureș, iluminist, filolog, promotor al ideii de colaborare între intelectualii români, maghiari și sași din Transilvania și figuri din opera Bánk bán lui Ferenc Erkel. Sculpturile sunt realizate de Ede Kallós, cel care este și autorul frizei superioare reprezentând portretele în basorelief a șase personalități culturale, cărturari, oameni de știință, filosofi, literați ai secolului XIX (Elek Dósa, Sámuel Teleki, Farkas Bolyai, János Bolyai, Ferenc Mentovich, István Petelei).

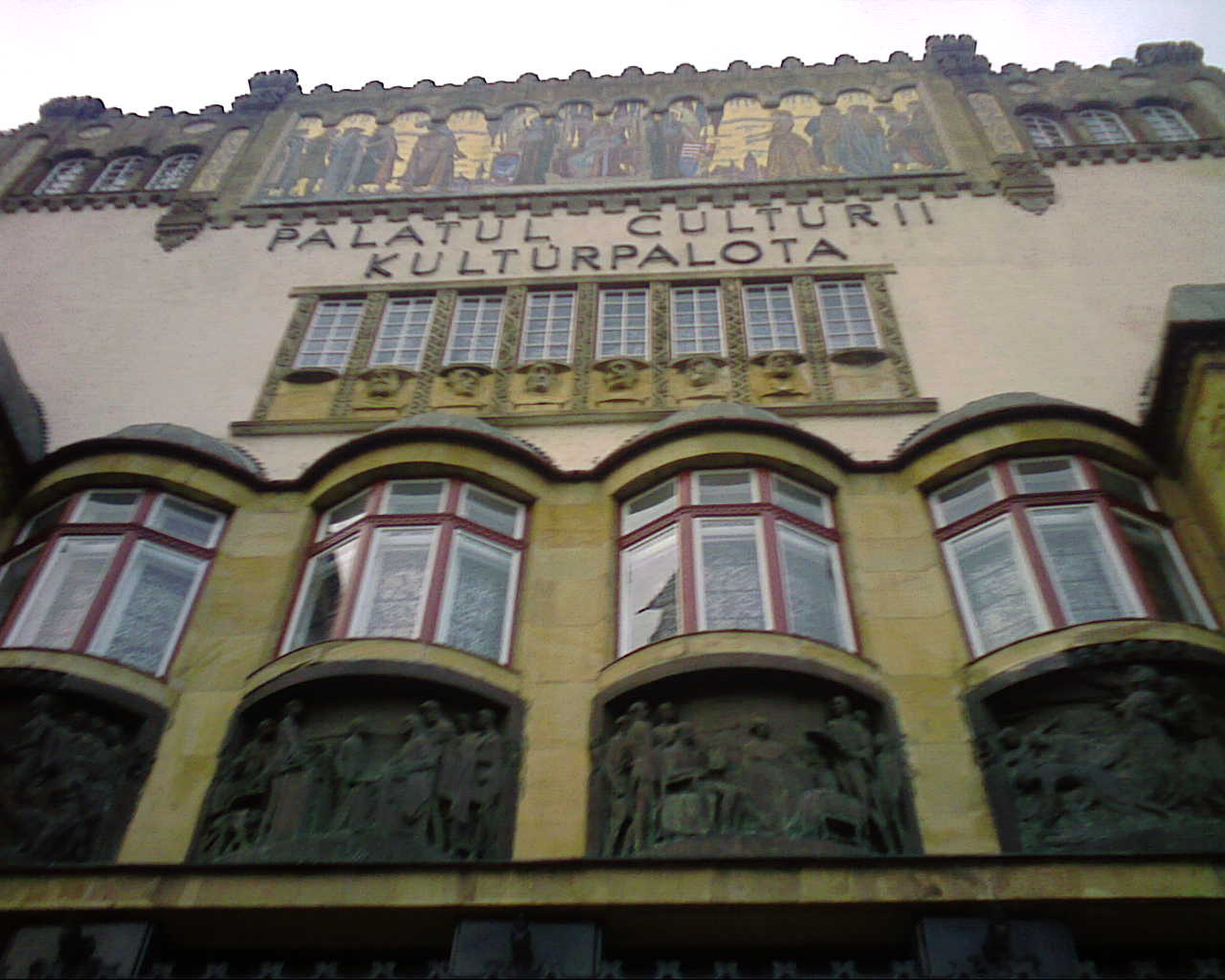
Reliefuri
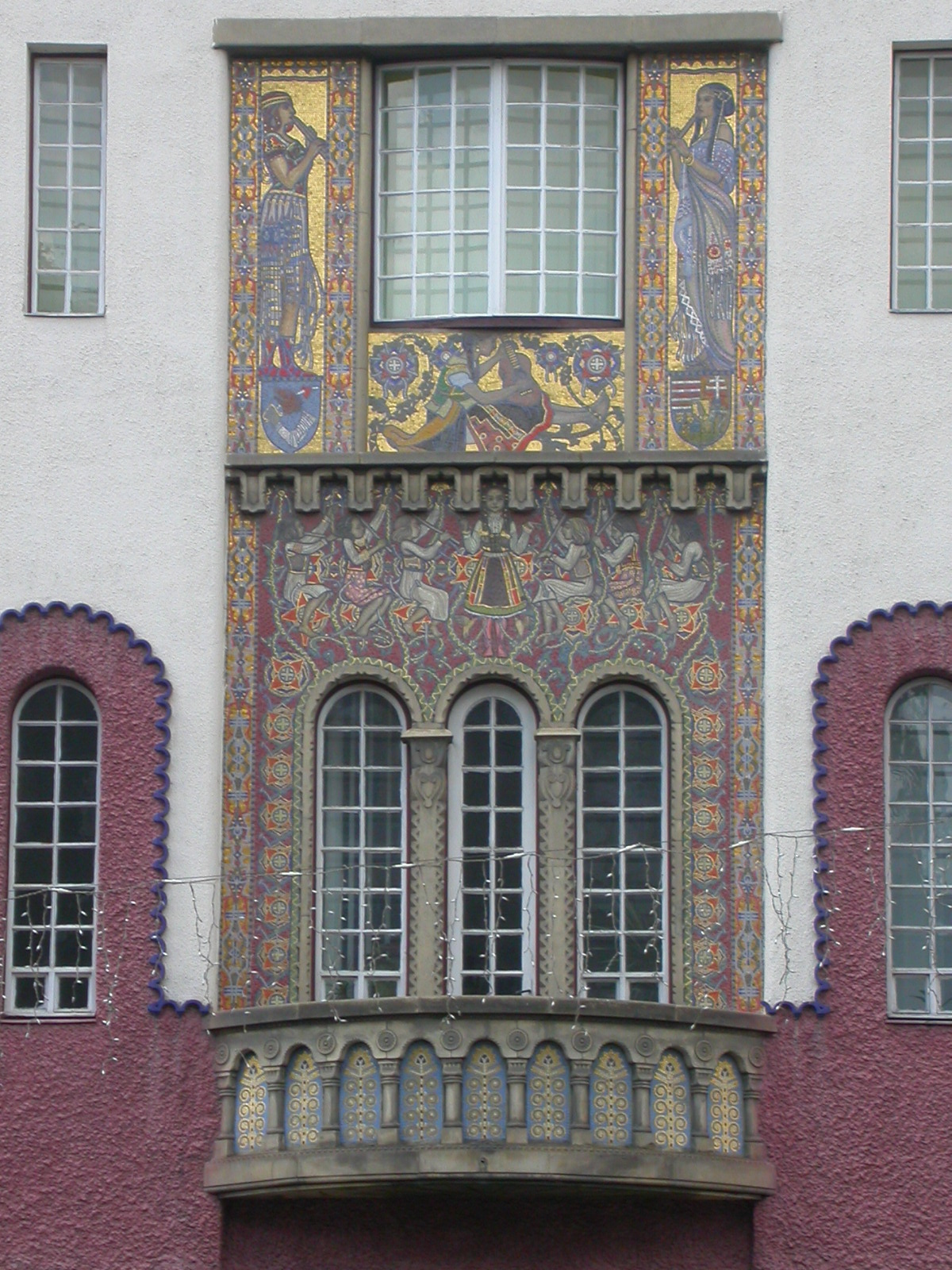
Figuri alegorice
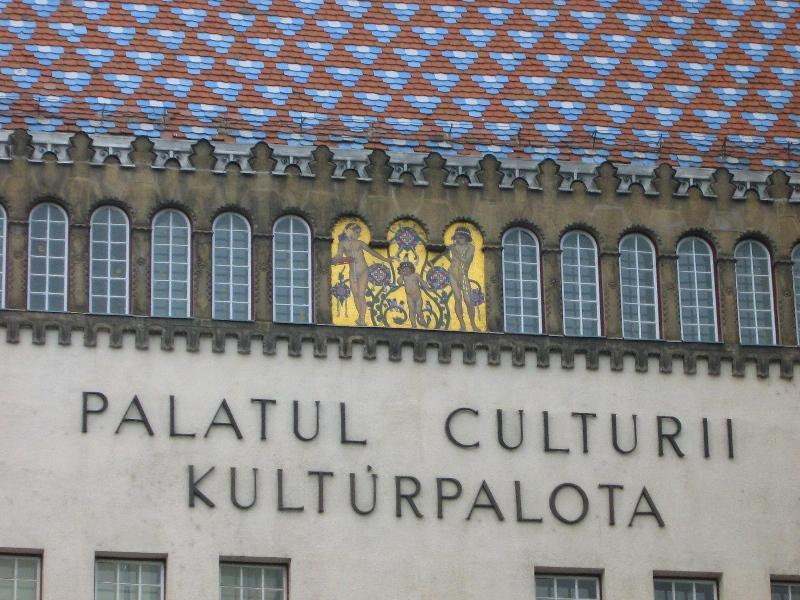
Figuri alegorice
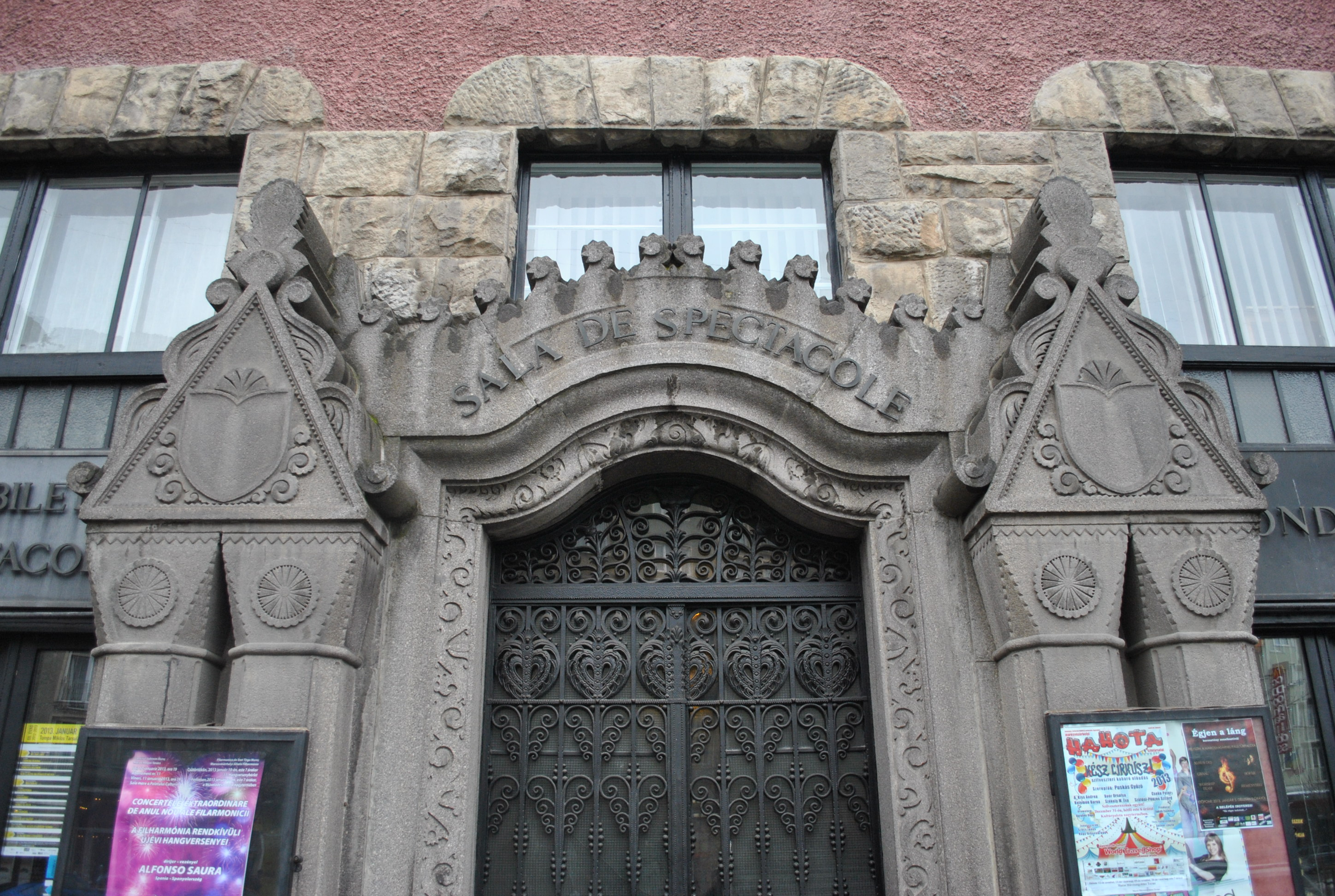
Intrare secundară

### Sala Mare
Intrarea în Sala Mare (numit și Sala de Concerte) se face din holul clădirii sub relieful de bronz care prezintă încoronarea regelui Franz Joseph prin ușa principală. Sala este monumentală și solemnă, înălțată pe cele trei etaje ale clădirii. Pereții parterului sunt placați cu ambriuri sculptate din stejar lustruit, până la înălțimea unui om. Pereții lojelor sunt îmbrăcați în mătase, pe lângă acestea fiind construite balcoane, la etajele doi și trei. Cupola înaltă, decorată cu identații care evocă stalactitele, pictată cu motive liniare alternate cu cele florale, este îmbogățită, la propriu, de foițe de aur. Felul în care a fost realizată conferă o acustică excepțională sălii, fapt remarcat de toți cei care au concertat aici.

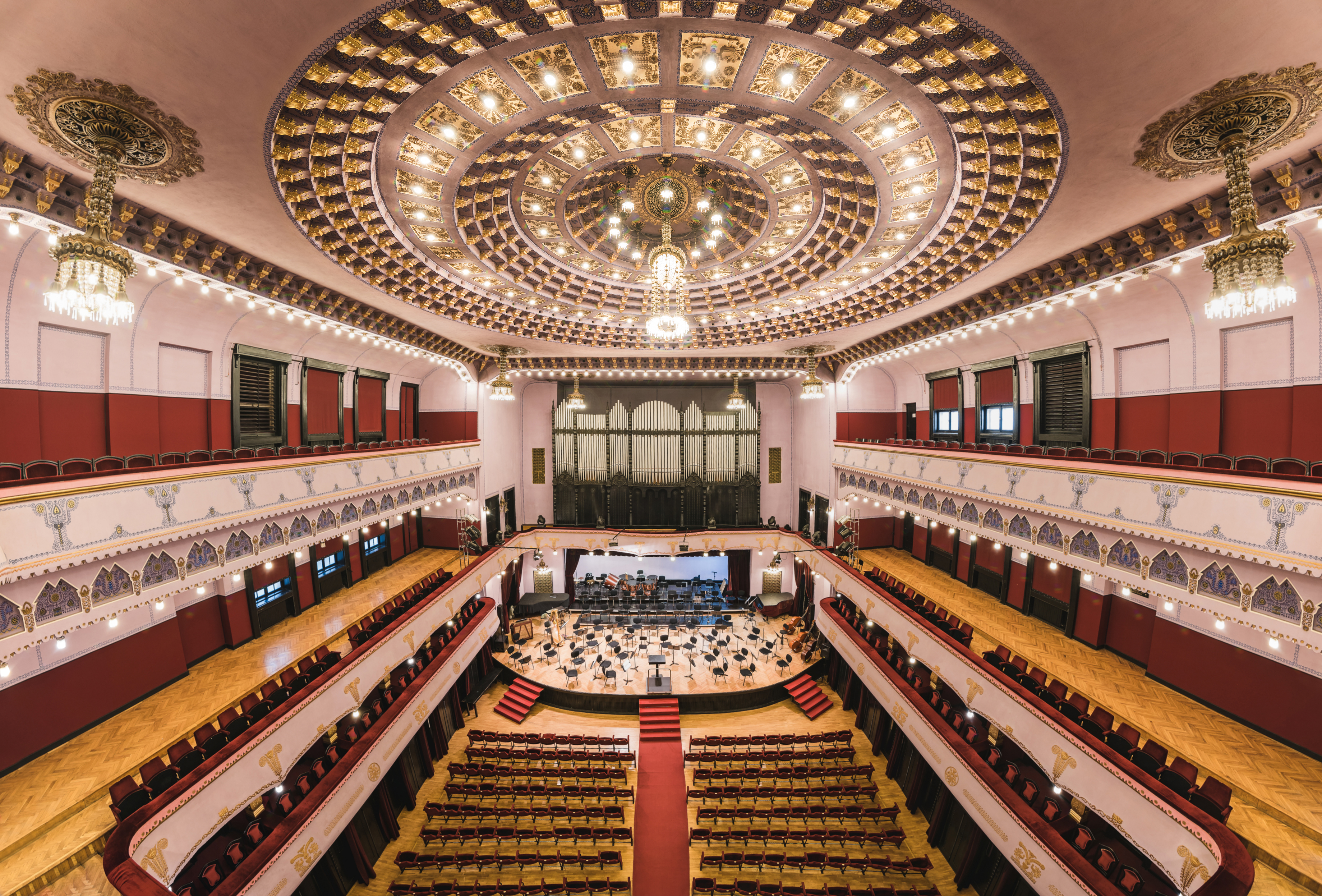
Sala Mare
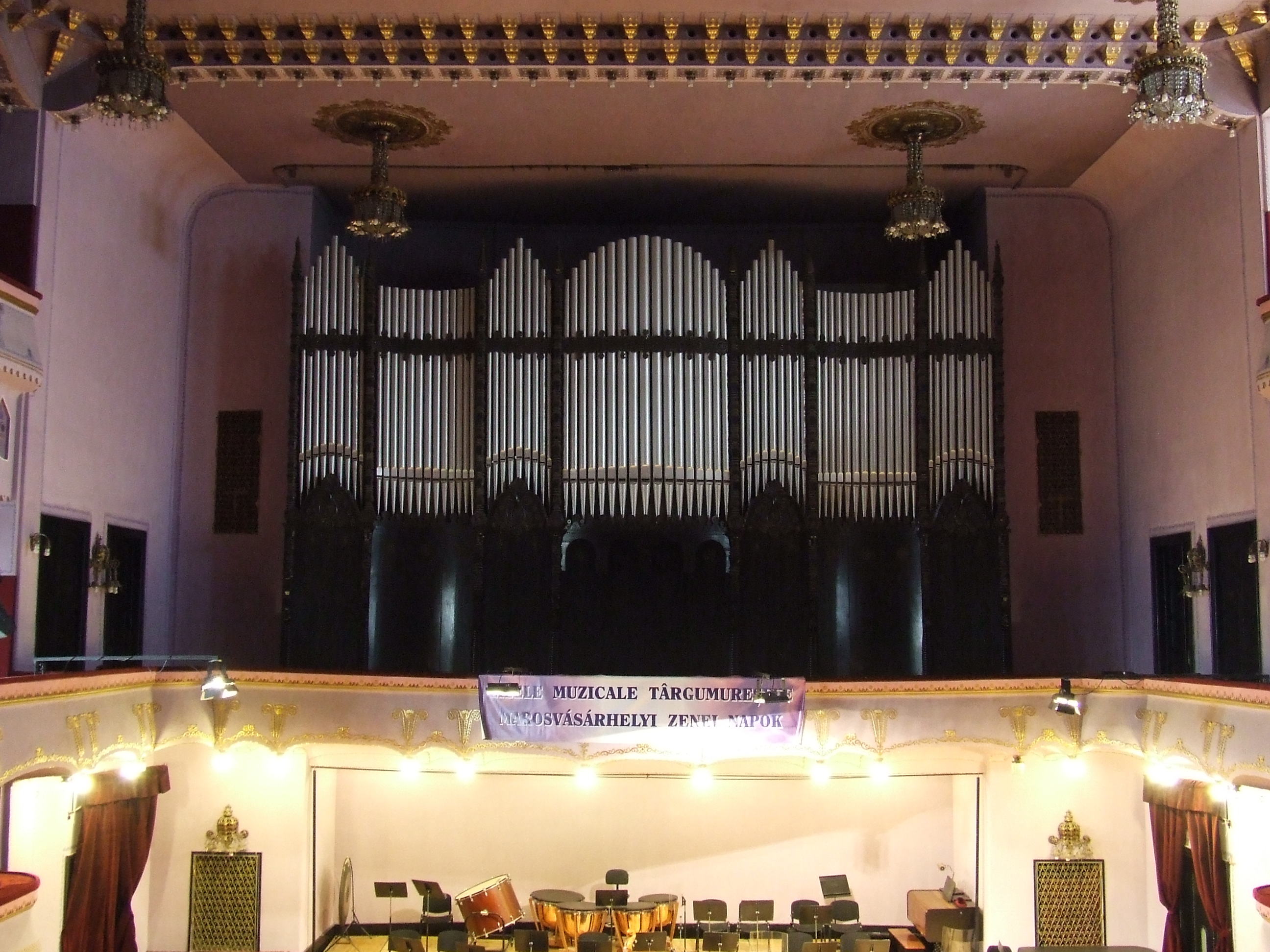
Orga cu 4 488 de tuburi și 78 de registre

### Sala Mică
Sala Mică, proiectată pentru a satisface atât cerințele ținerii concertelor de muzică clasică cât și cursuri, se află la etajul al doilea, deasupra Sala Oglinzilor. Denumirea sălii vine din dimensiunile reduse față de Sala Mare, însă chiar și așa poate oferi 300 de locuri datorită amplasării balconului sălii care se desfășoară pe trei laturi ale sale. Pereții sunt lambrisați cu stejar negru lustruit, decorați cu motive florale. Vitraliul central denumit „Gabriel Bethlen între savanți” îl are ca subiect pe principele transilvan, iar celelalte două care-l încadrează prezintă aspecte ale vieții principelui Francisc Rákóczi al II-lea.

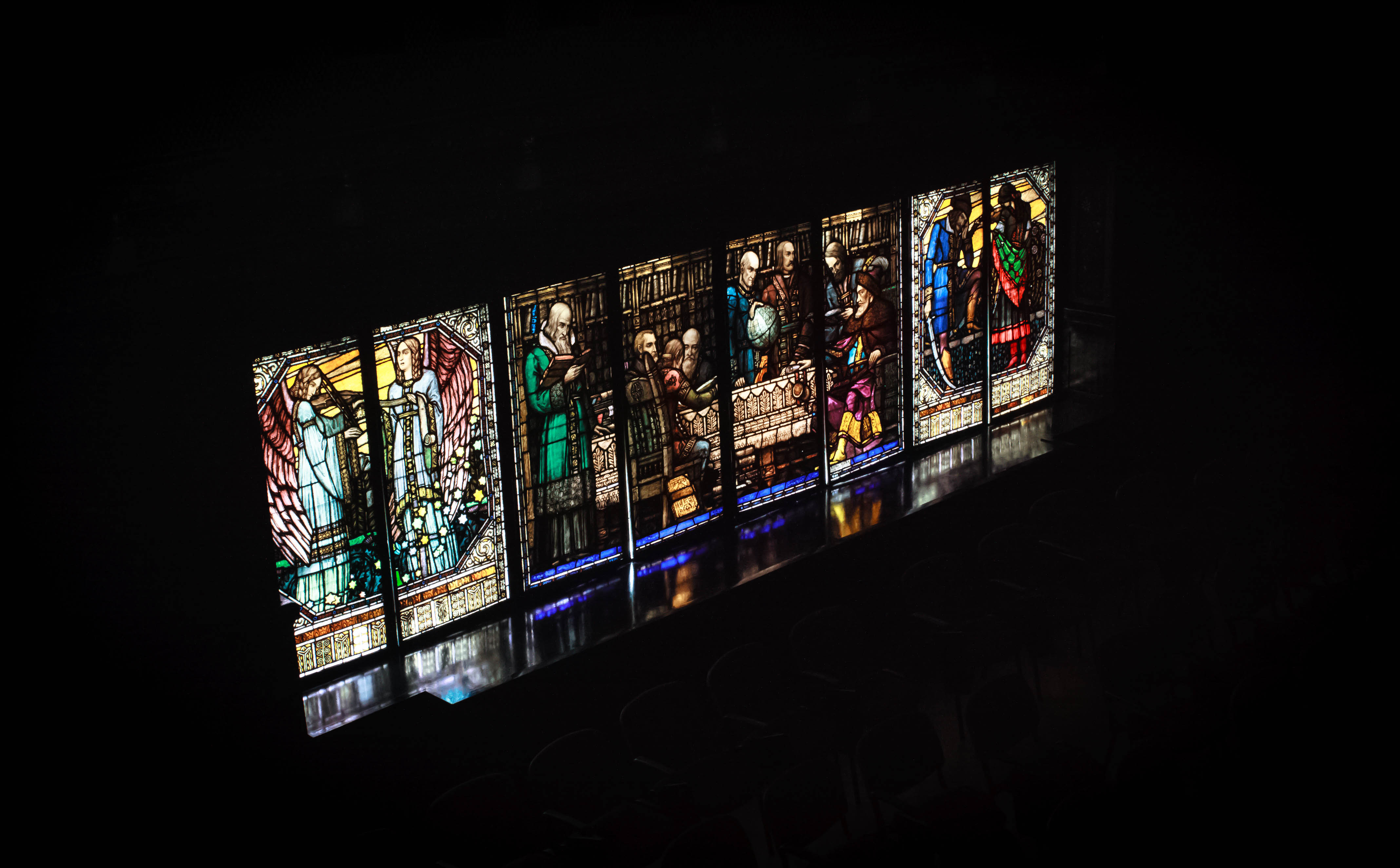
Gabriel Bethlen între savanți

### Sala Oglinzilor
Sala Oglinzilor, aflată la etajul întâi, oferă un ambient plăcut datorită oglinzilor venețiene amplasate la capete. Mobilierul, de o eleganță deosebită, completează prin profilul de lalea ansamblul creat de forma identică prin care se termină coloanele sălii. Mesele sunt placate cu oglinzi, în ton cu denumirea sălii, chenăruite cu ornamentații metalice prevăzute cu mărgele nichelate.
Totuși partea cea mai interesantă o formează cele 12 compoziții în vitralii, cu scene inspirate din folclorul secuiesc, așezate în ferestrele de la stradă, ele fiind opera lui Sándor Nagy, Ede Thoroczkai Wigand, Sándor Muhics și Miksa Róth. De-a lungul vremii impresionanta sală a găzduit întâlniri oficiale, evenimente culturale, recepții, simpozioane.

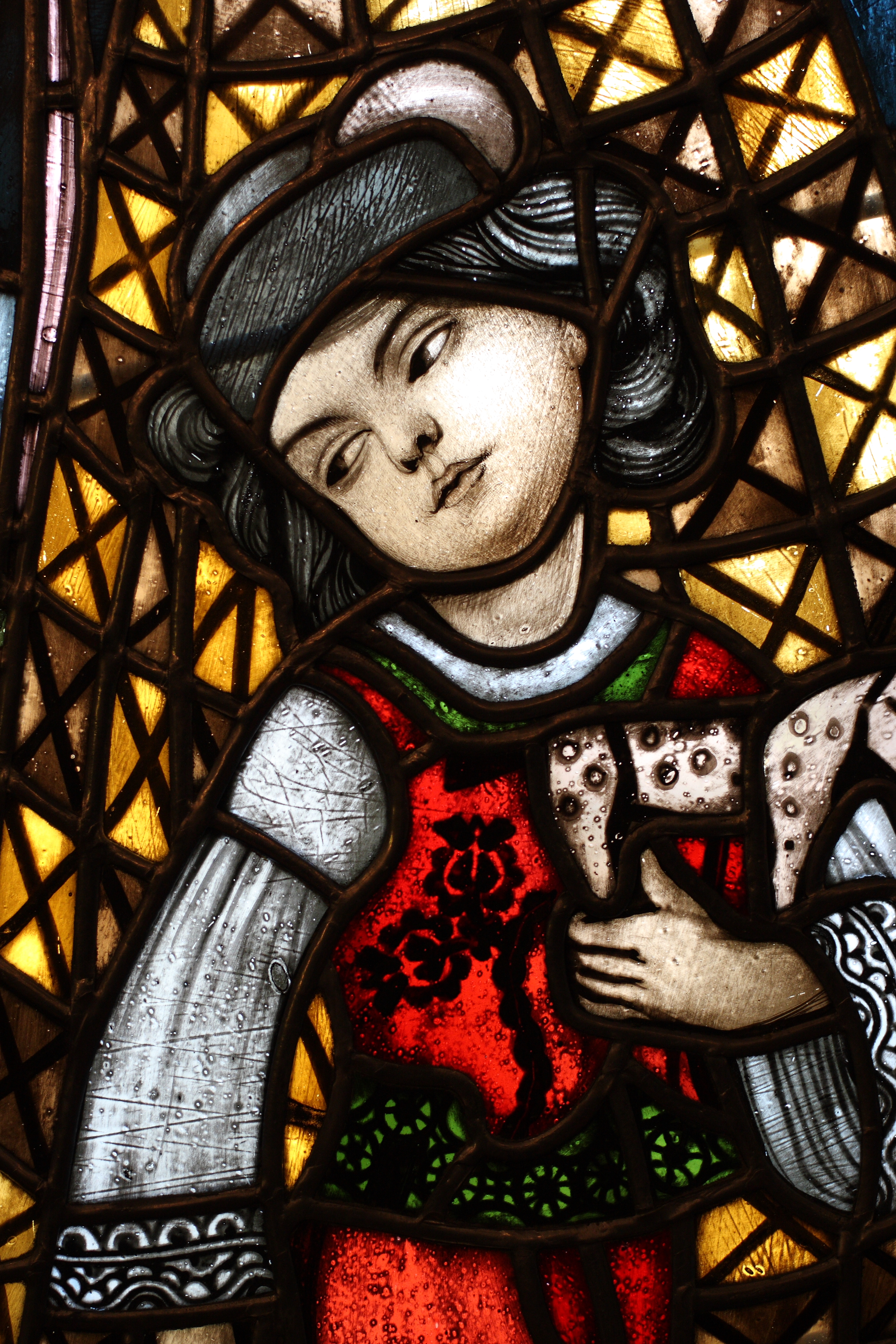
Fragment din balada "Budai Ilona"
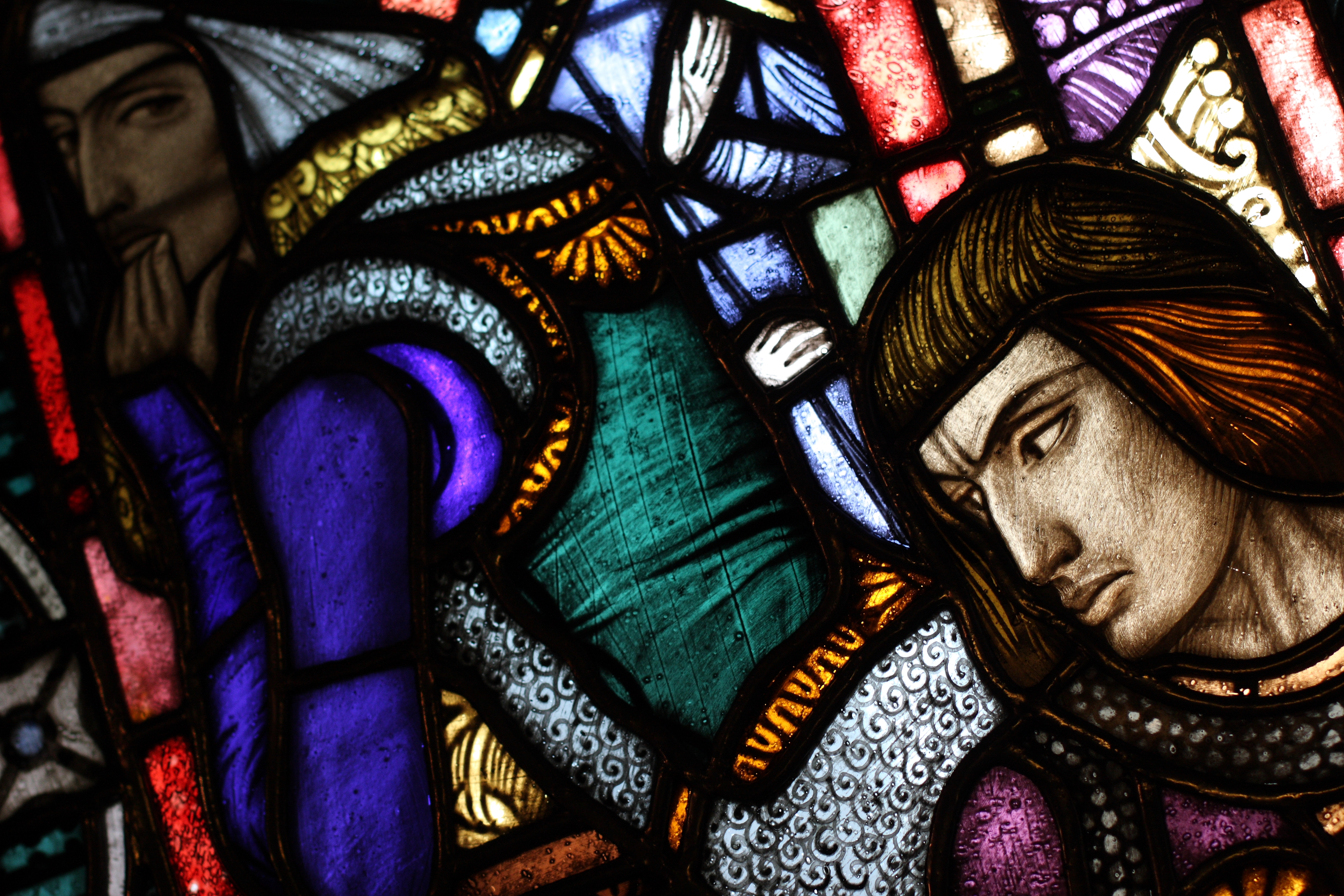
Fragment din balada "Kádár Kata"
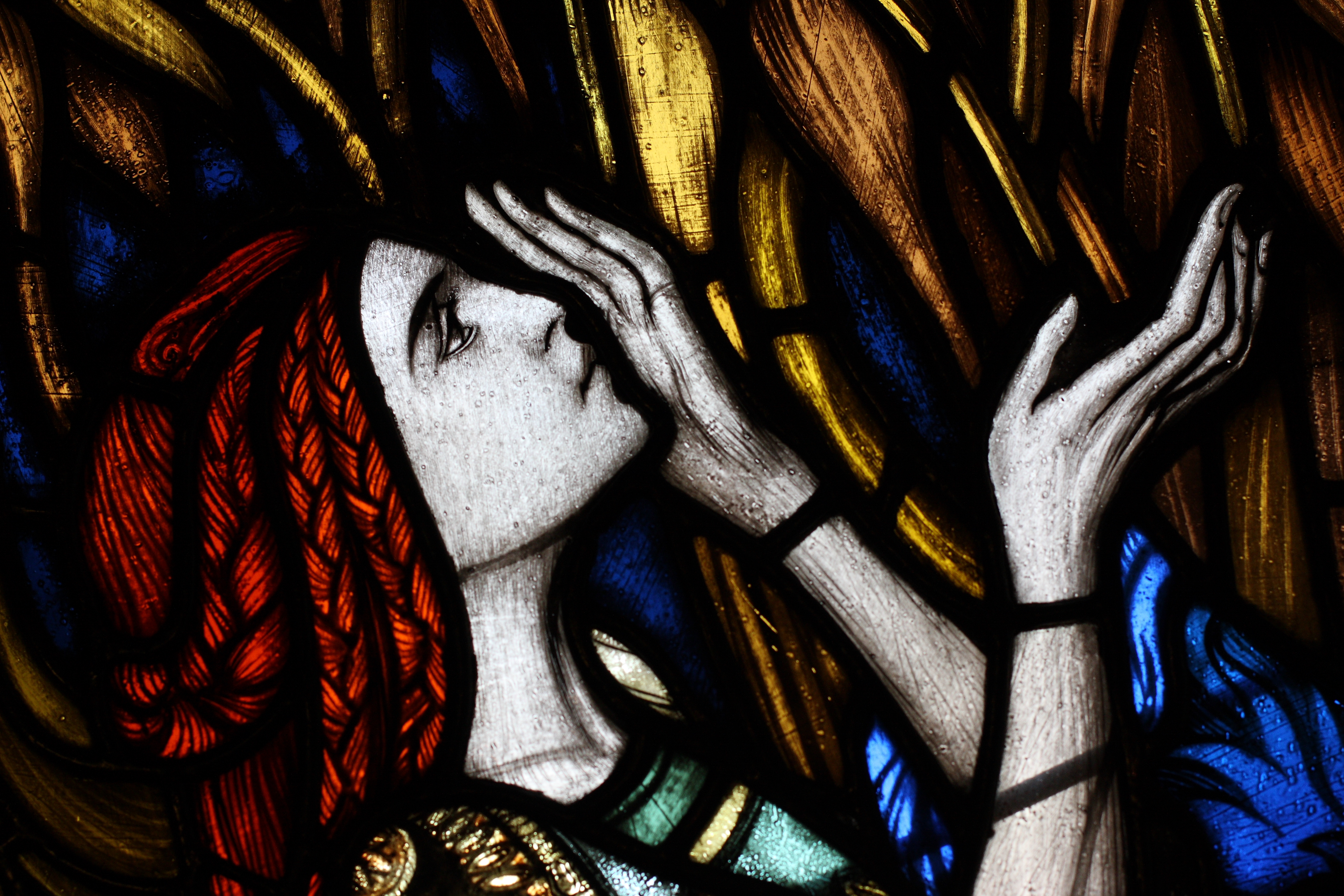
Fragment din balada "Júlia szép lány"
Balada "Sára Salamon"
Vitraliul "Sátoros Palota"

## Instituții

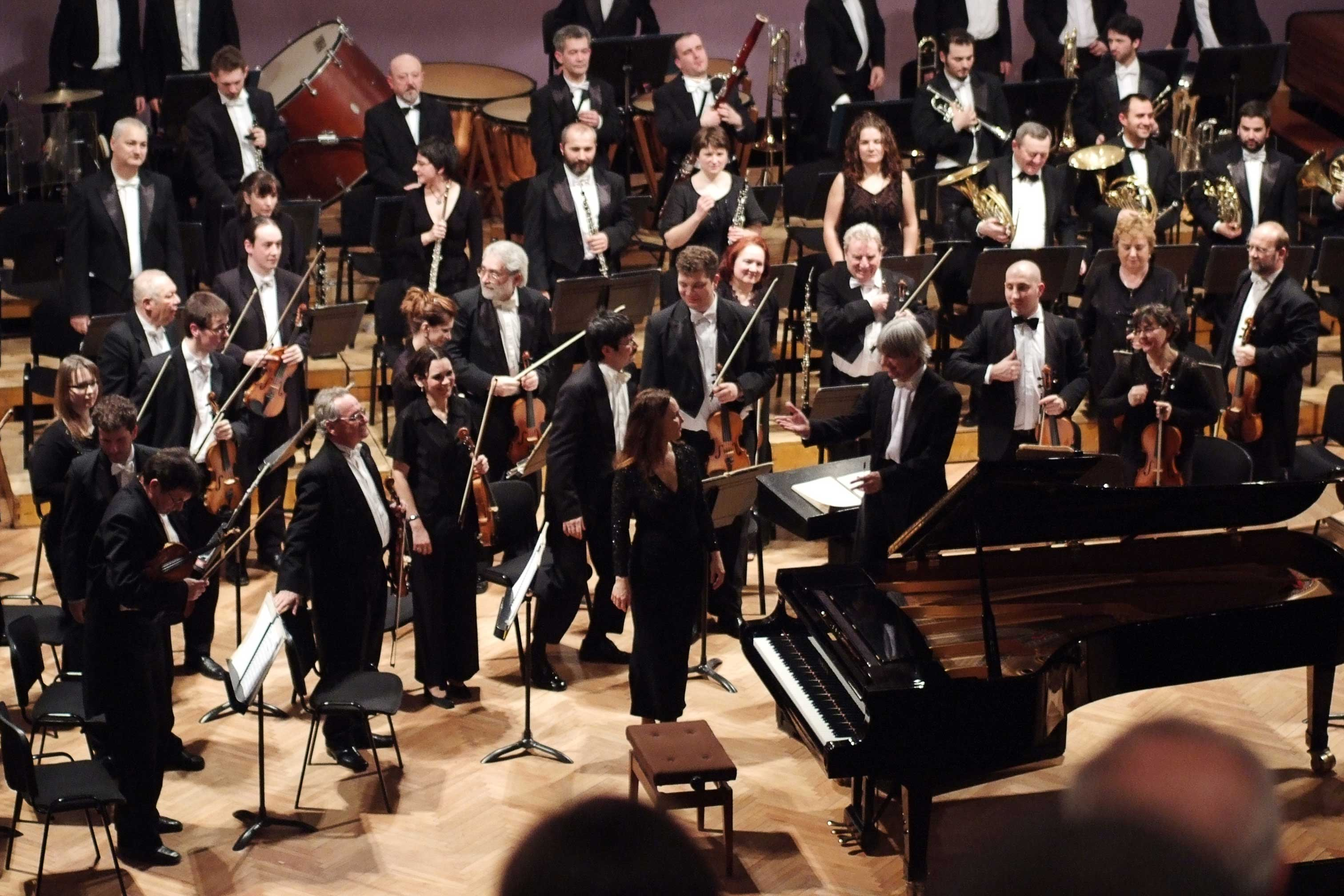
Concert Rachmaninov din 2010

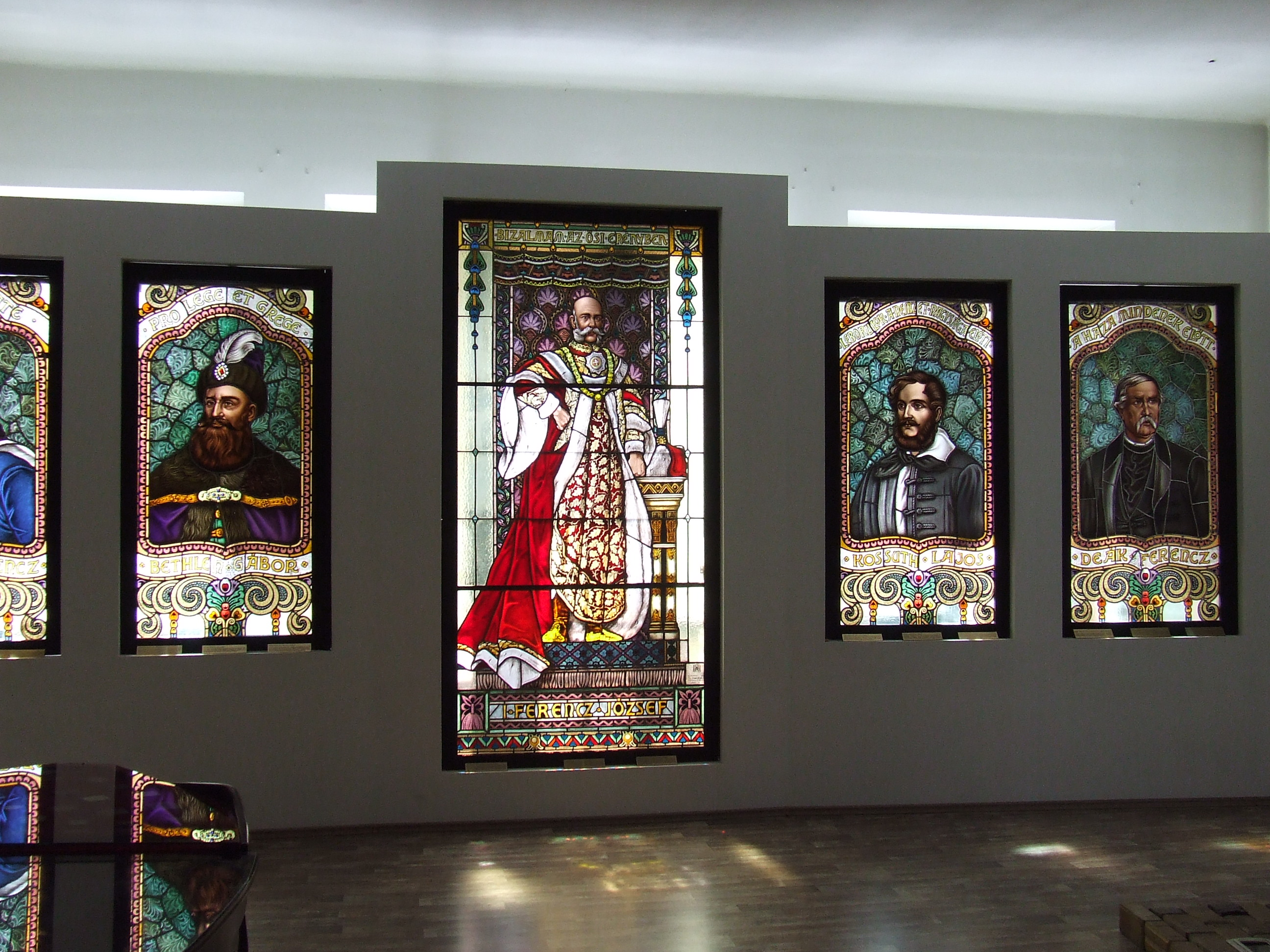
Expoziția permanentă „Sala Secession”

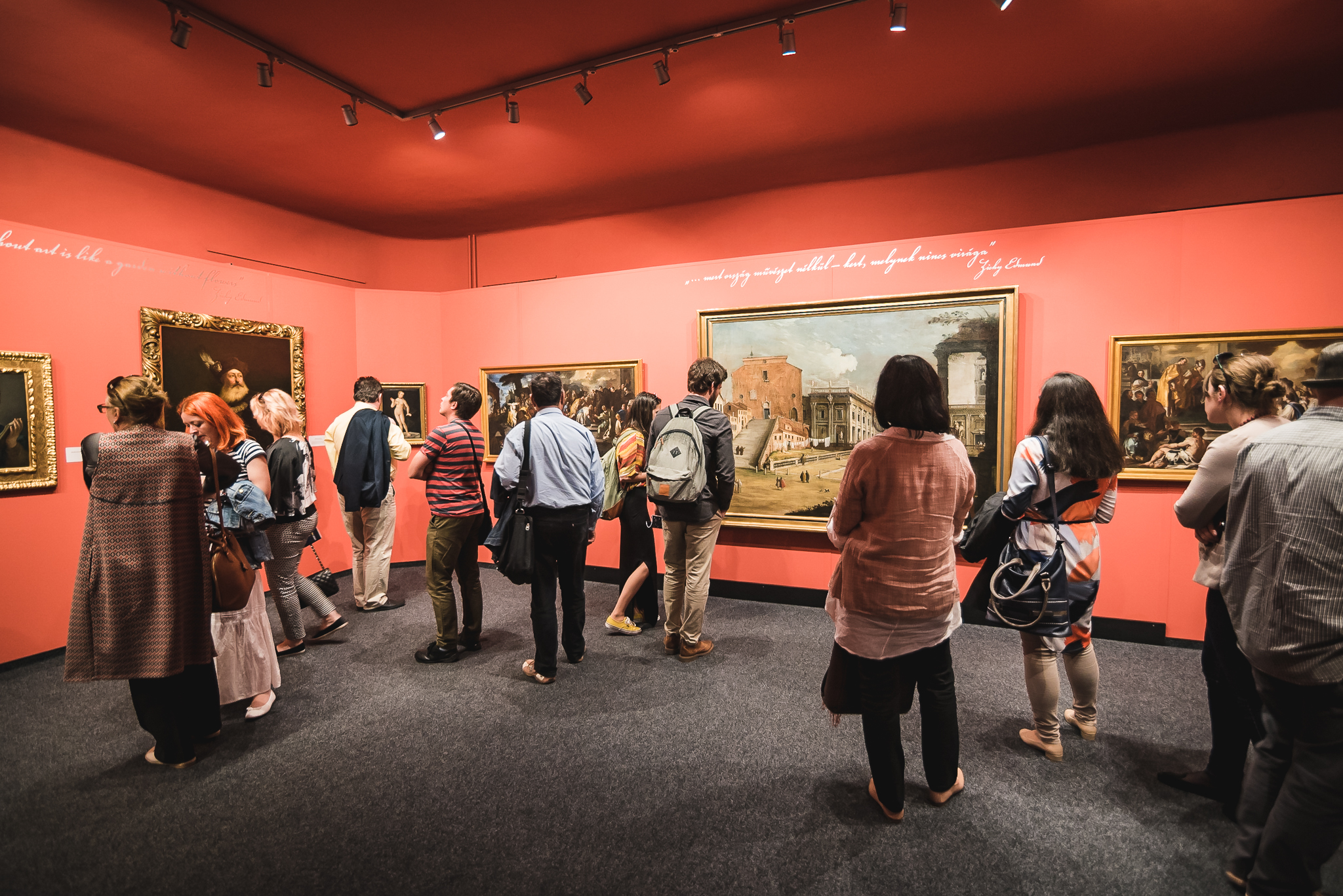
Expoziția temporară „Culorile Arcadiei” din 2017

În prezent în interiorul clădirii Palatului Culturii funcționează mai multe instituții de cultură: 
- Filarmonica de Stat
- Biblioteca Județeană
- Muzeul de Artă:  Galeria de artă maghiară modernă, Galeria de artă românească, Galeria Dósa Géza, Galeria Ion Vlasiu
- Galeriile Uniunii Artiștilor Plastici
- Expoziția permanentă a Muzeului de Istorie: Camere memoriale Bernády și Dandea, Sala Secession

### Filarmonica de Stat din Târgu Mureș
Filarmonia de Stat din Târgu Mureș înființată în anul 1950 din strădania muzicienilor Géza Kozma și Zeno Vancea a rămas până astăzi una dintre principalele instituții de cultură din oraș.

### Muzeul de Artă
Muzeul de Artă (în maghiară Művészeti Múzeum) este secția de artă din cadrul Muzeului Județean Mureș și este alcătuit din galeriile următoare: Artă Clasică Maghiară, Artă Românească Modernă, Ion Vlasiu (1908-1997), Dósa Géza (1846-1871), respectiv Elisabeta și Gheorghe David.

### Expoziții permanente
Una dintre expozițiile permanente din cadrul Palatului Culturii poartă numele de Sala Secession, care prezintă orașul liber regesc Târgu Mureș la începutul secolului al XX-lea când în urma dezvoltării economice arhitectura urbană se schimbă. În acest context a fost construită în stil Secession Primăria și Palatul Culturii, respectiv existau planuri similare pentru un teatru și sediul comitatului Mureș-Turda. În cadrul expoziției sunt prezentate vitraliile Art Nouveau ale Primăriei, respectiv alte obiecte specifice acestui stil și epocă.
În cameră memorială Bernády este prezentată biroul primarului György Bernády, lăsat prin testament Bisericii Reformate. Din colecție fac parte și machetele statuilor amplasate sau doar propuse spre amplasare în centrul orașului în perioda de cumpănă dintre secolele XIX–XX. Totodată, întro altă cameră se găsește expoziția dedicată lui Emil Dandea.

### Expoziții temporare
În Palatul Culturii există spații destinate expozițiilor temporare. În anii precedenți clădirea a găzduit diverse expoziții de picturi, între care se numără Mantegna, Dürer, Hogarth din 2016, o selecție de 86 de gravuri, Culorile Arcadiei din 2017, o selecție de picturi de diverse genuri ale maeștrilor europeni din secolele XVII-XVIII, din Colecția Zichy a Muzeului de Arte Frumoase din Budapesta și Tonitza. Imagini ale copilăriei din 2019 .